# Барон Скелмерсдейл
Барон Скелмерсдейл из Скелмерсдейла в графстве Ланкашир — наследственный титул в системе Пэрства Соединённого королевства.

## История
Титул барона Скелмерсдейла был создан 30 января 1828 года для британского политика Эдварда Бутла-Уилбрахама (1771—1853). Он ранее заседал в Палате общин Великобритании от Вестбери (1795—1796), Ньюкасл-андер-Лайма (1801—1812), Клитеро (1812—1818) и Дувра (1820—1828). Его внук, Эдвард Бутл-Уилбрахам, 2-й барон Скелмерсдейл (1837—1898), сын достопочтенного Ричарда Бутла-Уилбрахама, консервативный политик, служивший в правительствах Бенджамина Дизраэли и лорда Солсбери. Он занимал должности капитана йоменской гвардии (1874—1880) и лорда-камергера (1885—1886, 1886—1892, 1895—1898). В 1880 году для него был создан титул графа Латома в графстве Ланкашир (Пэрство Соединённого королевства). В 1930 году после смерти его внука, Эдварда Уильяма Бутла-Уилбрахама, 3-го графа Латома (1895—1930), графский титул угас, а баронство унаследовал его родственник, Артур Джордж Бутл-Уилбрахам, 5-й барон Скелмерсдейл (1876—1969), который был внуком младшего сына 1-го барона. Его преемником стал его двоюродный брат, Лайонел Бутл-Уилбрахам, 6-й барон Скелмерсдейл (1896—1973).
После смерти 6-го барона в 1973 году баронский титул унаследовал его сын, Роджер Бутл-Уилбрахам, 7-й барон Скелмерсдейл (1945—2018). Он занимал должность лорда-в-ожидании в консервативной администрации Маргарет Тэтчер (1981—1986). Лорд Скелмерсдейл стал одним из 92 избранных наследственных пэров, которые сохранили свои места в Палате лордов после принятия Акта Палаты лордов 1999 года. Также лорд Скелмерсдейл являлся президентом оперы Сомерсет. На 2024 год носителем титула является его сын Эндрю Бутл-Уилбрахам, 8-й барон Скелмерсдейл (род. 1977).

## Бароны Скелмерсдэйл (1828)
- 1828—1853: Эдвард Бутл-Уилбрахам, 1-й барон Скелмерсдейл[англ.] (7 марта 1771 — 3 апреля 1853), сын Ричарда Уилбрахама-Бутла (ум. 1753);
- 1853—1898: Эдвард Бутл-Уилбрахам, 2-й барон Скелмерсдейл[англ.] (12 декабря 1837 — 19 ноября 1898), единственный сын достопочтенного Ричарда Бутла-Уилбрахама (1801—1844), внук предыдущего, граф Латом с 1880 года.

## Графы Латом (1880)
- 1880—1898: Эдвард Бутл-Уилбрахам, 1-й граф Латом, 2-й барон Скелмерсдейл[англ.] (12 декабря 1837 — 19 ноября 1898), единственный сын достопочтенного Ричарда Бутла-Уилбрахама (1801—1844), внук Эдварда Бутла-Уилбрахама, 1-го барона Скелмерсдейла (1771—1853);
- 1898—1910: Эдвард Джордж Бутл-Уилбрахам, 2-й граф Латом, 3-й барон Скелмерсдейл (26 октября 1864 — 15 марта 1910), старший сын предыдущего;
- 1910—1930: Эдвард Уильям Бутл-Уилбрахам, 3-й граф Латом, 4-й барон Скелмерсдейл (16 мая 1895 — 6 февраля 1930), единственный сын предыдущего.

## Бароны Скелмерсдэйл (продолжение креации 1828 года)
- 1930—1969: Артур Джордж Бутл-Уилбрахам, 5-й барон Скелмерсдейл (21 мая 1876 — 9 февраля 1969), старший сын полковника Артура Бутла-Уилбрахама (1842—1897), внук полковника достопочтенного Эдварда Бутла-Уилбрахама (1807—1882), младшего сына 1-го барона;
- 1969—1973: бригадир Лайонел Бутл-Уилбрахам, 6-й барон Скелмерсдейл (23 сентября 1896 — 21 июля 1973), единственный сын Лайонела Бутла-Уилбрахама (1853—1914), внук полковника достопочтенного Эдварда Бутла-Уилбрахама (1807—1882), двоюродный брат предыдущего;
- 1973—2018: Роджер Бутл-Уилбрахам, 7-й барон Скелмерсдейл[англ.] (2 апреля 1945 — 6 ноября 2018), единственный сын предыдущего;
- 2018 — настоящее время: Эндрю Бутл-Уилбрахам, 8-й барон Скелмерсдейл (род. 9 августа 1977), единственный сын предыдущего;
  - Наследник титула: достопочтенный Дэниэл Питер Бутл-Уилбрахам (род. 7 июня 2007), единственный сын предыдущего.